# Truschino

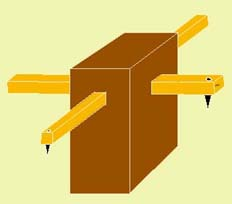
truschino da falegname

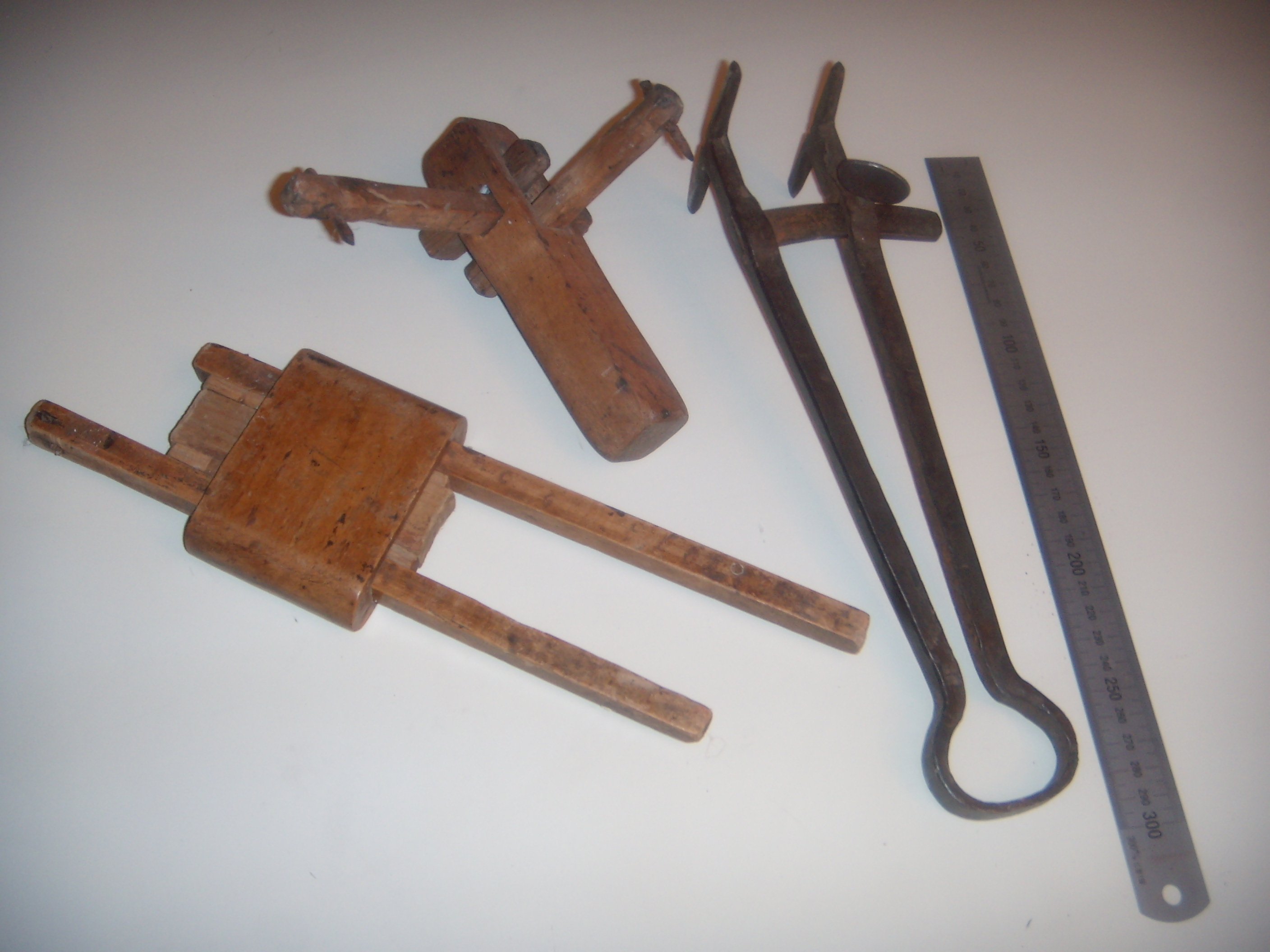
Sulla sinistra si possono vedere due tipi di truschini

Il truschino o graffietto è un attrezzo  molto semplice che viene utilizzato in falegnameria per incidere una sottile linea guida a distanza costante su una superficie piana di legno.
Ha una forma a C, ed è costituito da:
- due listelli di legno duro, generalmente rovere, chiamati regoli, che possono essere anche graduati;
- due piccole punte metalliche, fissate ognuna all'estremità di un regolo, che servono per incidere le linee di riferimento sul pezzo. Ciascuna punta si chiama segnatoio;
- un supporto in legno con due fori rettangolari all'interno dei quali possono scorrere i regoli. Sul supporto sono presente anche dei cunei di fissaggio che permettono di bloccare i regoli nella posizione voluta.

Il truschino si usa fissando la misura dei regoli tramite i cunei e facendo quindi scorrere il supporto lungo il bordo del pezzo, ottenendo così la tracciatura di una linea parallela al bordo.

## Altri tipi

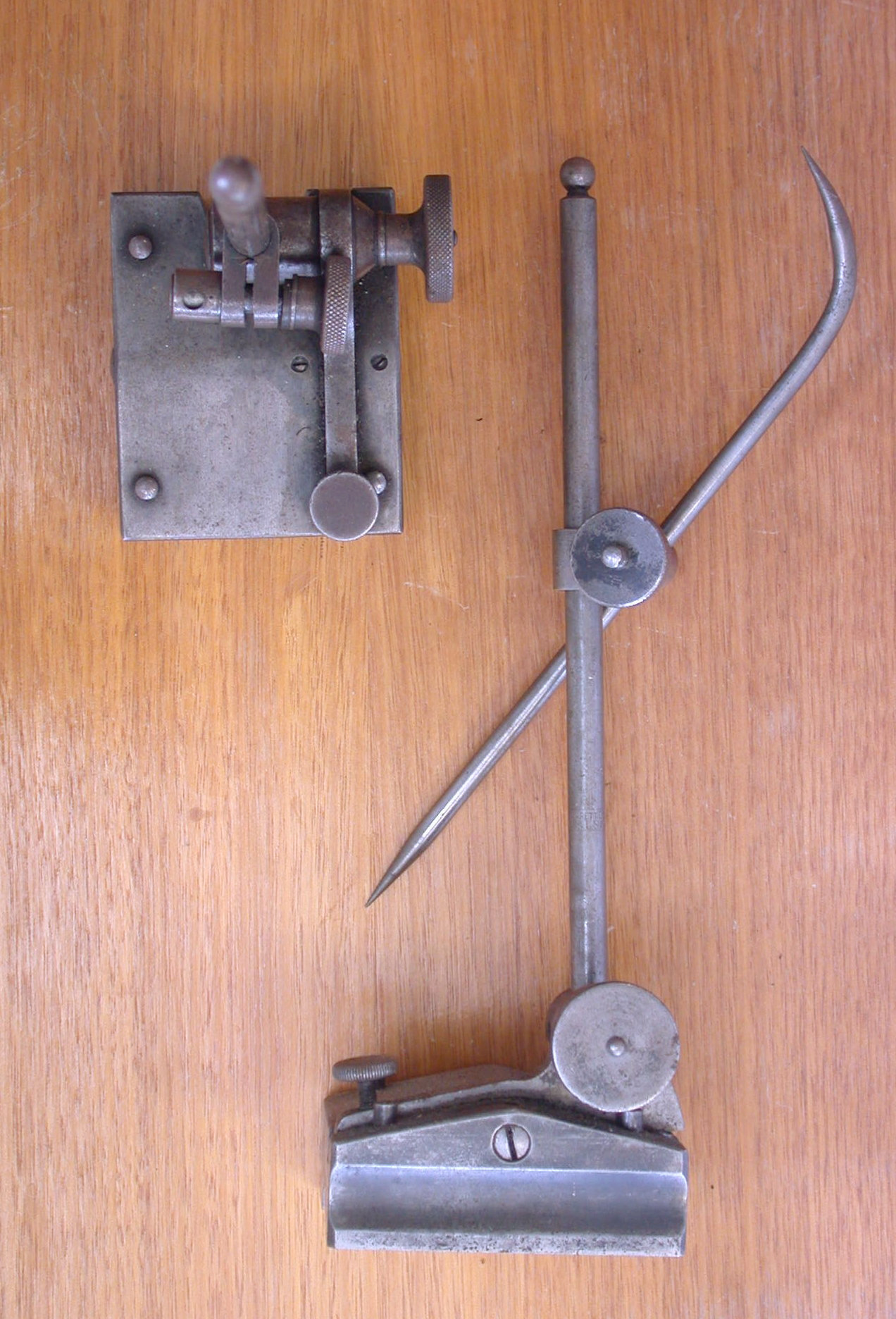
Un truschino per ferro

Anche nelle officine meccaniche di aggiustaggio si usa il truschino per la tracciatura dei pezzi metallici da lavorare. La forma del truschino in questo caso è però completamente diversa, in quanto è costituito semplicemente da una base piana sulla quale è fissata verticalmente un'asta, lungo la quale scorre una punta tracciante orientabile secondo la necessità.
Facendo scorrere la base del truschino sul piano di riscontro, sul quale è appoggiato anche il pezzo da tracciare, si ottiene l'incisione della linea di riferimento.
Il truschino è un attrezzo usato anche da chi lavora al tornio, per incidere con delle linee rette il pezzo di metallo che si sta lavorando, al fine di avere un riferimento visivo altrimenti improbabile se si usassero penne o matite.
Alcuni modelli di truschino sono dotati di una punta a lama, progettata per incidere leggermente la superficie del materiale, come legno o compensato. Questo tipo di incisione aiuta a prevenire scheggiature durante il successivo taglio con strumenti come sega manuale o sega circolare.